# Erilon
Erilon (zkratka Er) je pozdní, interspecifická moštová odrůda révy (též hybridní odrůda, mezidruhové křížení, PiWi odrůda), určená k výrobě bílých vín. Aromatická odrůda sauvignonového typu byla vyšlechtěna Prof. Ing. Vilémem Krausem a kolektivem šlechtitelů v České republice, v Lednici na Moravě, křížením odrůd (Frankovka x Cabernet Franc) x Merlan (Merlot x Seibel 13666).
Merlan je interspecifická moštová odrůda, vyšlechtěná v Moldavsku, ve výzkumném ústavu Vierul v Kišiněvě. Šlechtitelský materiál byl získán přímo od pracovníků výzkumného ústavu a využit kolektivem šlechtitelů Resistant například při šlechtění odrůd Cerason, Kofranka, Laurot, Marlen, Nativa, Malverina, Savilon a Vesna.

## Popis
Réva odrůdy Erilon je jednodomá dřevitá pnoucí liána, dorůstající v kultuře až několika metrů. Kmen tloušťky až několik centimetrů je pokryt světlou borkou, která se loupe v pruzích. Úponky révy umožňují této rostlině pnout se po pevných předmětech. Růst je středně bujný až bujný, olistění je středně husté až husté. Včelka je narůžovělá. Vrcholek letorostu je ochmýřený, načervenalý. Jednoleté réví je středně silné až silné, světle žlutohnědé až šedavě hnědé, vroubkované.
Listy jsou střední velikosti až velké, okrouhlé, na profilu ve tvaru „V“, tmavozelené, velmi mělce tří- až pětilaločnaté, někdy téměř celokrajné, výjimečně se středně hlubokými výkroji, čepel je jemně zvrásněná, na spodní straně plstnatá, na okraji s malými, tupými zoubky. Řapíkový výkroj je lyrovitý, otevřený s ostrým dnem, méně často uzavřený s průsvitem, řapík listu je delší, narůžovělý, stejně jako žilnatina listu v bezprostředním okolí řapíku.
Oboupohlavní pětičetné květy v hroznovitých květenstvích jsou žlutozelené, samosprašné. Plodem je malá až středně velká, okrouhlá bobule zelenožluté barvy, na osluněné straně s hnědavým líčkem. Dužina je velmi řídká, lehce kořenité (sauvignonové) chuti, s vyšším obsahem cukrů i kyselin. Při přezrání je zbarvena do hněda, mdlé chuti, bez kyselin a aroma. Hrozen je středně velký až velký (135 g), středně hustý až hustý, válcovitý až kuželovitý, s křidélky.

## Původ a rozšíření
Erilon je interspecifická moštová odrůda révy, vyšlechtěná v Lednici na Moravě Prof. Ing. Vilémem Krausem a kolektivem šlechtitelů, tvořeným Doc. Ing. Milošem Michlovským, CSc., Františkem Mádlem, Vlastimilem Peřinou a Lubomírem Glosem. Vznikla křížením odrůd (Frankovka x Cabernet Franc) x Merlan (Merlot x Seibel 13666).
Do Státní odrůdové knihy České republiky byla odrůda zapsána roku 2011. Udržovatelem odrůdy je Prof. Ing. Vilém Kraus, Csc. Odrůda je pěstována na Moravě, v podoblasti Mikulovské, zatím víceméně v pokusných výsadbách a na malých plochách.

## Název
Název odrůdy je slovní novotvar, patrně určitá kombinace názvů rodičovských odrůd, upomínající na to, že výsledná vína typově připomínají Sauvignon. Pracovní název odrůdy byl L 3-9-25.

## Pěstování
Réví dobře vyzrává. Mrazuodolnost je střední, jarními mrazy odrůda netrpí. Vhodným pěstitelským tvarem je střední vedení, doporučeno je zatížení 4-6 oček na m², doporučené podnože jsou T 5C a SO-4. Výnosy bývají vyšší až velmi vysoké, pravidelné, 9-14 t/ha při cukernatosti moštu 17-19,5 °NM a aciditě 8,5-12 g/l.

### Fenologie
Rašení i kvetení je středně rané, odrůda dozrává pozdně. Hrozny zaměkajív první dekádě srpna a koncem září až začátkem října, někdy až v první polovině října, dosahují plné zralosti.

### Choroby a škůdci
Odrůda má zvýšenou odolnost vůči houbových chorobám a proto je vhodná pro pěstování hroznů v ekologické produkci. V podmínkách příznivých pro plíseň révovou (Plasmopara viticola) je odrůda částečně napadána, po odeznění infekčního tlaku napadená pletiva zasychají a choroba se dál nešíří. Vůči padlí révovému (Uncinula necator) je odolnost dobrá, není potřeba chemické ochrany. Plísni šedé (Botrytis cinerea) odolává pouze průměrně. Škůdcům odolává dobře.

### Poloha a půdy
Požadavky na polohu jsou střední až vyšší, nejsou vhodné vlhké polohy, vyhovují sušší, svahovité polohy s dobrou sluneční expozicí, kde se omezí velmi bujný růst a hrozny lépe odolávají plísni šedé (Botrytis cinerea). Požadavky na půdu jsou nízké.

## Víno
Víno je velmi náchylné na oxidaci už při kvašení. Víno, vyrobené reduktivní technologií je kvalitní, žlutozelené barvy, extraktivní, velmi aromatické, svým ovocitým, florálním, kořenitým a travnatě-kopřivovým charakterem typově připomínající vína Sauvignon.

### Multimédia
- Ing. Radek Sotolář : Multimediální atlas podnožových, moštových a stolních odrůd révy, Mendelova zemědělská a lesnická universita Brno, zahradnická fakulta v Lednici
- Martin Šimek : Encyklopédie všemožnejch odrůd révy vinné z celýho světa s přihlédnutím k těm, co již ouplně vymizely, 2008-2012